# Переславичі
Пересла́вичі — село в Україні, у Павлівській сільській громаді Володимирського району Волинської області. Населення становить 646 осіб.

## Історія

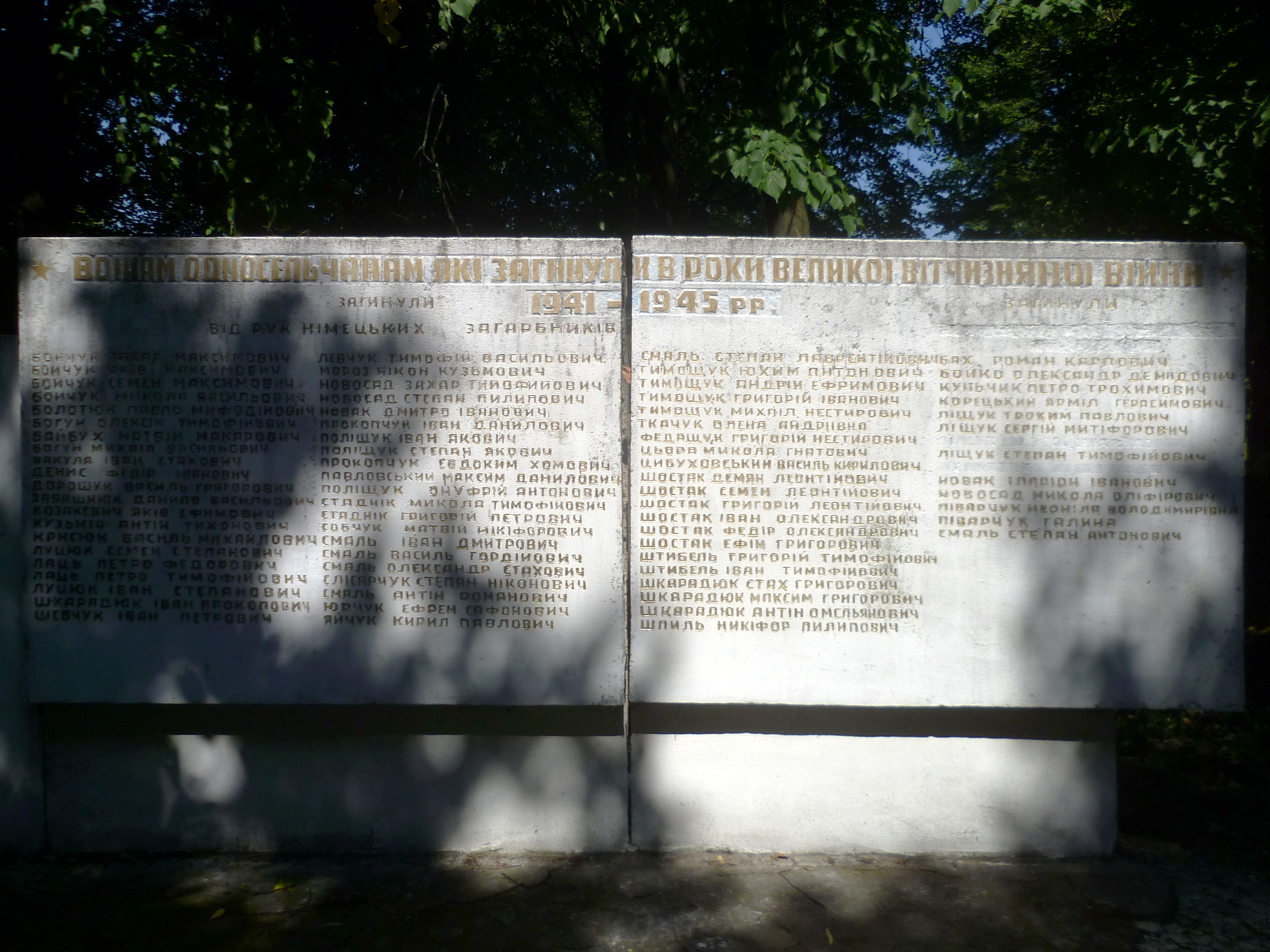
Пам’ятник землякам (перелік загиблих)

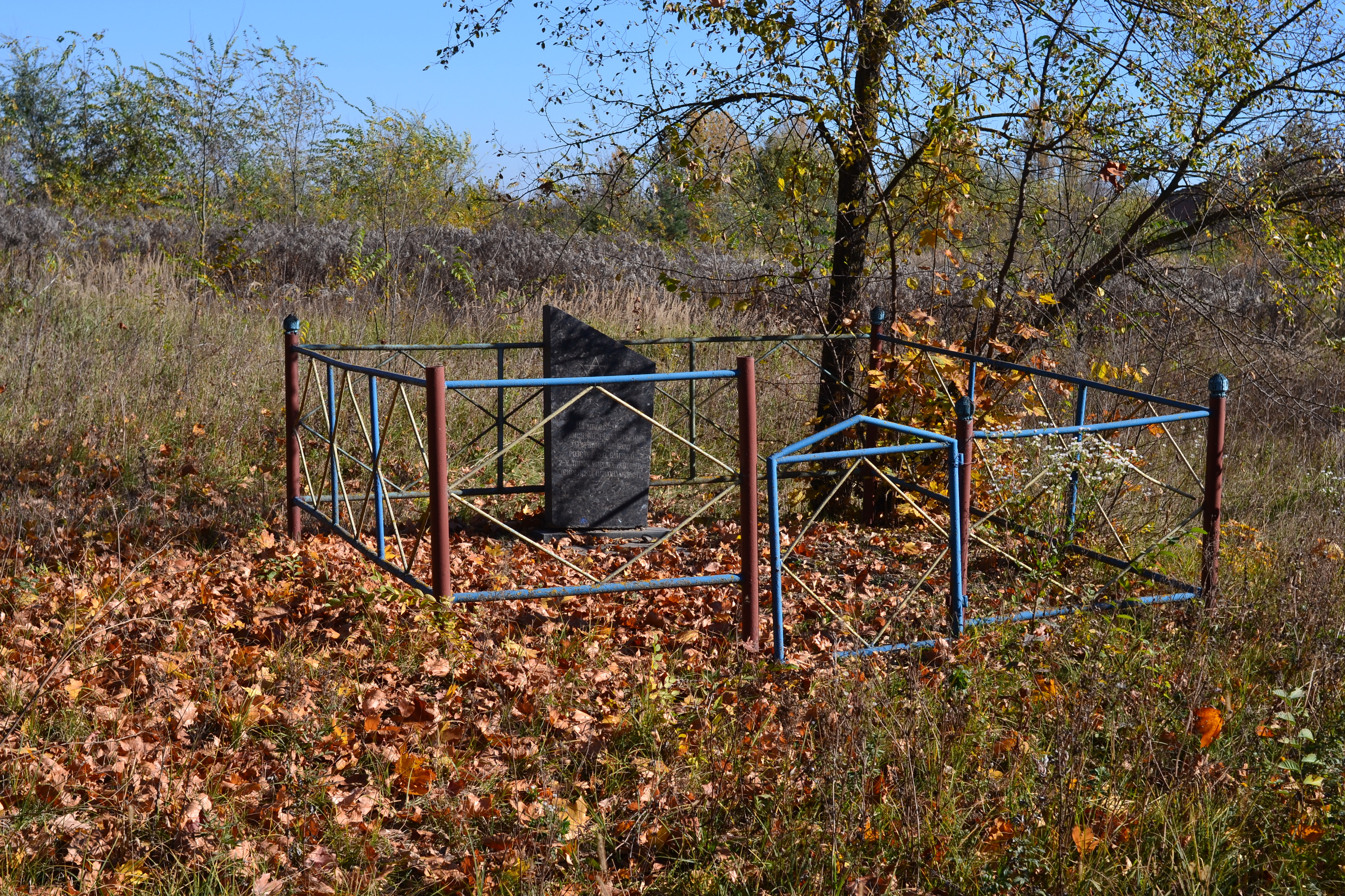
Місце масового розстрілу євреїв (на південно-західній околиці села, біля дороги Павлівка-Горохів)

У 1906 році село Порицької волості Володимир-Волинського повіту Волинської губернії. Відстань від повітового міста 34 верст, від волості 3. Дворів 49, мешканців 284.
12 червня 2020 року, відповідно до розпорядження Кабінету Міністрів України № 708-р «Про визначення адміністративних центрів та затвердження територій територіальних громад Волинської області», увійшло до складу Павлівської сільської територіальної громади.
19 липня 2020 року, в результаті адміністративно-територіальної реформи та ліквідації  Іваничівського району, село увійшло до новоутвореного Володимир-Волинського району (від 18 липня 2022 Володимирського).

## Населення
Згідно з переписом УРСР 1989 року чисельність наявного населення села становила 609 осіб, з яких 275 чоловіків та 334 жінки.
За переписом населення України 2001 року в селі мешкало 640 осіб.

### Мова
Розподіл населення за рідною мовою за даними перепису 2001 року:
| Мова       | Відсоток |
| ---------- | -------- |
| українська | 99,07 %  |
| молдовська | 0,46 %   |
| російська  | 0,31 %   |
| білоруська | 0,15 %   |